# Балягинське сільське поселення
Баля́гинське сільське поселення (рос. Балягинское сельское поселение) — сільське поселення у складі Петровськ-Забайкальського району Забайкальського краю Росії.
Адміністративний центр — село Баляга.

## Історія
2013 року було утворено село Голяткіно.

## Населення
Населення сільського поселення становить 3013 осіб (2019; 3552 у 2010, 4023 у 2002).

## Склад
До складу сільського поселення входять:
| Населений пункт | Населення, осіб (2002) | Населення, осіб (2010) |
| --------------- | ---------------------- | ---------------------- |
| Баляга, село    | 3720                   | 3322                   |
| Голяткіно, село | -                      | -                      |
| Кулі, село      | 303                    | 230                    |